# Inégalités sociales de santé
Pour les articles homonymes, voir ISS.
 Mise en garde médicale
Les inégalités sociales de santé (ISS) désignent selon l'Organisation mondiale de la santé : « des écarts injustes et importants que l'on enregistre au sein d'un même pays ou entre les différents pays du monde » et représente un enjeu en santé des populations et en santé publique. Les déterminants sociaux de santé ainsi qu'un gradient social de santé expliquent en grande partie ces inégalités sociales relatives à la santé.
Les inégalités sociales de santé sont principalement déterminées par des circonstances sociales (répartition des pouvoirs, politiques, accès à des ressources en tout genre, etc.), et les déterminants sociaux de santé sont la principale cause d'inégalités sociales en matière de santé. 
Les recherches de Sir Michael Marmot ont influencé de façon majeure la recherche sur les inégalités sociales de santé, qui elles, influencent les politiques publiques nationales et internationales en matière de santé des populations.
Les inégalités sociales de santé (ISS) sont dans le domaine de la santé publique définies en France par l'INPES (en 2010) comme « toute relation entre la santé et l’appartenance à une catégorie sociale ».

## Problématique
L'inégalité sociale ou l'inégalité de revenu est un problème de santé publique, selon l'épidémiologiste britannique Richard Wilkinson, en 2019, notamment avec le constat d'une corrélation entre de fortes inégalités matérielles dans un pays et un plus fort taux de troubles de santé mentale dont l'anxiété et la dépression.

## Selon l'organisation mondiale de la santé
Selon l'OMS, les inégalités sociales de santé désignent « des écarts injustes et importants que l'on enregistre au sein d'un même pays ou entre les différents pays du monde » et représente un enjeu en santé des populations. Les inégalités sociales en santé sont principalement déterminées par des circonstances sociales (répartition des pouvoirs, politiques, accès à des ressources en tout genre, etc.), et les déterminants sociaux de santé sont la principale cause d'inégalités sociales en matière de santé : 

« Les déterminants sociaux de la santé sont les circonstances dans lesquelles les individus naissent, grandissent, vivent, travaillent et vieillissent ainsi que les systèmes mis en place pour faire face à la maladie.
Ces circonstances qui reflètent des choix politiques, dépendent de la répartition du pouvoir, de l'argent et des ressources à tous les niveaux, mondial, national et local.
Les déterminants sociaux de la santé sont l'une des principales causes des inégalités en santé, c'est-à-dire des écarts injustes et importants que l'on enregistre au sein d'un même pays ou entre les différents pays du monde.
Afin de répondre aux inquiétudes grandissantes concernant la persistance et l'aggravation des inégalités, l’Organisation mondiale de la Santé (OMS) a établi en 2005 la Commission des déterminants sociaux de la santé pour les réduire. »

## Gradient social de santé
Le gradient social de santé désigne le fait largement étudié que plus on est pauvre, moins on est en bonne santé, et ce partout dans le monde; « l’intérieur des pays, les données montrent qu’en général, plus un individu occupe une position socio-économique défavorable, plus il est en mauvaise santé: ce gradient social concerne toute l’échelle socio-économique, de haut en bas. »
Le gradient social de santé est un phénomène mondial constaté dans les pays à revenu faible ou intermédiaire ainsi que dans ceux à revenu élevé.

### Mesure universelle proportionnée
La mesure universelle proportionnée est développée à partir de 2010 par le groupe de travail sur les déterminants et les inégalités sociales de la santé, de l'OMS, dirigé par Sir Michael Marmot, afin de résoudre un dilemme en intervention : cibler une population dans le besoin ou développer une action qui profite à tous, même aux plus favorisés.
L'universalisme proportionné (UP) est une évolution de la discrimination positive (ou de l'affirmative action des anglosaxons). Il est même valorisé par AMELI en 2025, sur le Forfait Médecin Traitant qui fusionne avec la ROSP, pour l'accueil et le suivi des consultants AME et C2S.

## Causes
Selon l'OMS, ce sont les déterminants sociaux de santé qui sont la cause des inégalités sociales en matière de santé.
Elles sont toujours multiples, mais on y retrouve notamment,, :
- les difficultés d'accès à un environnement sain et sécurisé
- le manque d'accès à une bonne alimentation
- le manque d'accès au travail
- le manque d'accès aux soins et à la prévention, souvent en outre aggravé par un recours au soin retardé (le médecin est vu trop tard)
- une exposition accrue aux drogues (dont alcool et tabac).

... souvent en raison de des contraintes économiques défavorables, mais aussi dans les cas d'environnement dégradés (environnement social, séquelles de guerre, séquelles de pollution et cadre de vie et écologiques dégradés, qui expliquent des différences régionales de mortalité de plusieurs points, les inégalités écologiques étant alors souvent en cause)…[style à revoir]

## Indicateurs
Les inégalités sociales de santé se traduisent d'abord par une inégalité devant le risque de mourir, qui existe pour toutes les causes de décès. Des grilles de lectures et des indicateurs plus spécifiques sont donc recherchés ou utilisés pour mesurer le degré d'inégalité sociale de santé dans une communauté, un pays ou le monde, ou encore. à évaluer le chemin à parcourir en termes de réduction des inégalités ; ces indicateurs peuvent être : 
- des variables individuelles ;
- des indicateurs ad hoc de défavorisation ;
- des éléments de bases de données  administratives (qui doivent alors gérer les données de santé conformément à la réglementation en vigueur, en particulier concernant l'anonymisation). À titre d'exemple une thèse a utilisé deux bases de données fiscales (Enquête Patrimoine au Décès en 1988 et Enquête sur Revenus Fiscaux des ménages de l'année 1990) pour évaluer dans quelle mesure le certains déterminants (niveau de richesse par exemple) pouvait être prédicteur du risque de mourir plus ou moins jeune[9].

## Approches pour réduire les inégalités sociales de santé
- Selon Dourgnon et al., (2001) l'assurance  maladie est un des moyens de limiter la surmortalité des plus  pauvres[15], mais, en France par exemple[9], ne gomme pas tous les effets des inégalités sociales et de santé.

- Collectivement et individuellement, l'universalisme proportionné"[16], évolution de la "discrimination positive" ou action positive, ((en) wp:affirmative action des anglosaxons)[6] est une réponse.

- Le Collège de la médecine générale (CMG) et l'INPES (Santé publique France) proposent des indicateurs pour les dossiers des médecins généralistes; prendre en compte systématique le statut face à l'emploi, la profession; la couverture sociale et la littéracie ou compréhension du langage écrit[17],[18].
- La participation citoyenne et la recherche participative sont des approches qui valorisent l'expérience et le savoir des personnes en situation de défavorisation pour réduire les inégalités sociales de santé[19],[20].

## Inégalités sociales de santé, selon les pays

### En France
La France est considérée comme l'un des pays où les inégalités sociales en matière de santé sont les plus fortes parmi les États membres de l'Union européenne [réf. souhaitée]. 
À 35 ans, l’espérance de vie d’un cadre français est supérieure de 6,4 ans à celle d’un ouvrier. En dépit d'importants progrès depuis les années 1980, c'est en Région Hauts-de-France que l'espérance de vie est la plus faible : elle y reste de plus de 2 ans inférieure à la moyenne nationale contre 10 ans au tout début des années 1990 (fin de l'industrie du charbon, du textile). Ce sujet est notamment traité par la politique de la ville (Contrats Urbains de Cohésion Sociale (CUCS)...). Un programme scientifique dénommé APPRIS (acronyme de Apprendre et Agir Pour Réduire les Inégalités Sociales de Santé) a eu lieu sur ce sujet en région Midi-Pyrénées.
En France, la corrélation entre revenu et mortalité reste très élevée : le revenu y est fortement prédictif du risque de mortalité, surtout avant l'âge de 65 ans, mais il subsiste après 65 ans. Il est aussi assez fortement corrélé à la profession et à la catégorie sociale qui comptent parmi les déterminants importants du statut socio-économique[réf. souhaitée]. 
Une difficulté statistique et d'interprétation causale est qu'il est souvent difficile de savoir si quelqu'un est malade parce que pauvre, ou pauvre parce qu'en mauvaise santé[réf. nécessaire]. 
Les chercheurs limitent généralement ce type de biais (biais d'endogénéité) en contrôlant l'état de santé initial, ce qui est difficile en raison du statut très protégé des données de santé. Certaines études ont contourné cette difficulté en se basant par exemple sur la perception de pensions et/ou de rentes avant 60 ans (situation plus fréquente chez les personnes en mauvaise santé qui peuvent percevoir une pension d'invalidité ou  avoir été mises en retraite anticipée (en France, la probabilité de décès augmente effectivement avec la perception de pensions et de rentes).